# Владо Місайловський
Владо Місайловський (мак. Владо Мисајловски; нар. 21 січня 1985) — македонський політик.

## Біографія
Владо Місайловський закінчив середню освіту в Скоп'є. Закінчив факультет соціальних наук - дипломатія та міжнародна політика, отримав диплом за спеціальністю «дипломат-політолог» в Університеті св. Кирила і Мефодія. Перш ніж стати міністром, Місайловський працював молодшим юристом у Кабінеті Голови Асамблеї Македонії.
У період з 13 травня 2015 року по 1 червня 2017 року обіймав посаду міністра транспорту та зв'язку Республіки Македонія.